# Ліна Ґейд
Ліна Ґейд (англ. Leena Gade) — британська гоночна інженерка, перша жінка, яка виграла в цій ролі гонку «24 години Ле-Мана».

## Раннє життя та освіта
Ліна Ґейд народилася в лондонському передмісті Перівейл в родині іммігрантів з Індії. Дитинство і юність вона провела в Англії за винятком періоду між 9 і 12 роками, коли сім'я переїхала до Індії. В цей час Ліна і її молодша сестра Тіна (яка також згодом стала гоночним інженером) почали цікавитися технікою. По поверненню до Англії вони стали дивитися по телевізору гонки Формули-1. Сестри всерйоз захопилися автогонками, причому їх цікавив не спортивний гламур, а те, як працюють гоночні машини.
Ліна Ґейд закінчила Манчестерський університет, здобувши ступінь магістра технічних наук в галузі аерокосмічної промисловості.

## Кар'єра
Після закінчення університету Ґейд 6,5 років працювала в Jaguar Cars інженером з доопрацювання автомобілів, безуспішно розсилаючи резюме в команди Формули-1. Час від часу вона брала участь як механік у гонках Формули-БМВ, А1 Гран-прі, Gran Turismo. 2006 року вона вперше взяла участь у 24 годинах Ле-Мана в складі команди Chamberlain-Synergy Motorsport, яка виступала в класі LMP1. З 2007 року Ґейд працювала в Audi Sport Team Joest: спочатку — в Американській серії Ле-Ман з Аланом Макнішем, потім — у 24 годинах Ле-Мана з екіпажем Андре Лоттерера, Марселя Фесслера, Бенуа Трелує, яких 2011 року, опинившись у складній ситуації (два інших екіпажі Audi зійшли після зіткнень з круговими), змогла привести до першої перемоги з відривом від найближчого переслідувача всього 13,8 секунд. Надалі їй вдалося повторити успіх у 2012 і 2014 роках.
2016 року після 24 годин Ле-Мана Ґейд перейшла до Bentley, а на початку 2018 року — в команду Schmidt Peterson Motorsports для роботи з Джеймсом Хінчкліффом, ставши першою жінкою — гоночним інженером у серії IndyCar. Однак в SPM Ґейд надовго не затрималася, покинувши команду після того, як Хінчкліфф не пройшов кваліфікацію 500 миль Індіанаполіса.
У 2019 Ґейд як співробітниця Multimatic повернулася в команду Райнхольд Йоста, яка виступає разом з Mazda в чемпіонаті спорткарів IMSA, в грудні того ж року очолила Комісію FIA з серій GT.

## Нагороди та громадська діяльність
У грудні 2012 року Ґейд була визнана людиною року чемпіонату світу з автогонок на витривалість і нагороджена премією C & R Racing Women in Technology.
У січні 2016 року Британський жіночий клуб автогонщиць нагородив Ліну Ґейд трофеєм лорда Вейкфілда.
2013 року Ґейд включили до складу Комісії FIA з питань участі жінок в автоспорті, в 2013—2014 вона також була послом Formula Student.